# والهالبن
والهالبن (به آلمانی: Wallhalben) یک شهر در آلمان است که در زودوستپفالتس واقع شده‌است. والهالبن ۸۳۴ نفر جمعیت دارد.